# Memorial-Fupes-Santos/Saison 2007
Dieser Artikel listet Erfolge und Fahrer des Radsportteams Memorial-Fupes-Santos in der Saison 2007 auf.

## Erfolge

### Erfolge in der UCI America Tour
In den Rennen der Saison 2007 der UCI America Tour gelangen die nachstehenden Erfolge.
| Datum     | Rennen                                  | Fahrer          |
| --------- | --------------------------------------- | --------------- |
| 11. April | 1. Etappe Volta do Rio de Janeiro       | Rafael Andriato |
| 25. April | 4. Etappe Volta do Estado de São Paulo  | Rafael Andriato |
| 29. April | 10. Etappe Volta do Estado de São Paulo | Rafael Andriato |
| 16. Mai   | 1. Etappe Volta do Paraná               | Rafael Andriato |
| 24. Juni  | Meeting Internacional de Goiânia        | Rafael Andriato |
| 9. Juli   | Prova Ciclística 9 de Julho             | Rafael Andriato |

## Mannschaft
| Name               | Geburtstag         | Nationalität | Team 2006                        |
| ------------------ | ------------------ | ------------ | -------------------------------- |
| Rafael Andriato    | 20. Oktober 1987   | Brasilien    | Neoprofi                         |
| Armando Camargo    | 8. August 1982     | Brasilien    | Memorial/Santos/Fupes/Giant/Vzan |
| Robson Dias        | 14. September 1983 | Brasilien    | Memorial/Santos/Fupes/Giant/Vzan |
| Fernando Firmino   | 23. März 1979      | Brasilien    | Neoprofi                         |
| Douglas Magalhaes  | 13. Februar 1988   | Brasilien    | Neoprofi                         |
| Antônio Nascimento | 18. August 1977    | Brasilien    | Memorial/Santos/Fupes/Giant/Vzan |
| Marcos Novello     | 6. Februar 1976    | Brasilien    | Memorial/Santos/Fupes/Giant/Vzan |
| Patrick Oyakaua    | 22. März 1988      | Brasilien    | Neoprofi                         |
| Gustavo Passos     | 30. Juli 1988      | Brasilien    | Neoprofi                         |
| Andre Pulini       | 23. April 1979     | Brasilien    | Neoprofi                         |
| Leandro Santos     | 19. Februar 1987   | Brasilien    | Neoprofi                         |
| Emerson Silva      | 16. März 1983      | Brasilien    | Neoprofi                         |